# جیمز ورثی
جیمز ورثی (انگلیسی: James Worthy؛ زادهٔ ۲۷ فوریهٔ ۱۹۶۱) بازیکن بسکتبال سابق اهل ایالات متحده آمریکا است. او تمام دوران حرفه‌ای خود را در تیم لس آنجلس لیکرز در ان‌بی‌ای گذراند. ورثی برندهٔ جوایزی همچون حضور در تیم آل-ان‌بی‌ای و جایزه باارزش‌ترین بازیکن فینال‌های ان‌بی‌ای شده است.
وی در مسابقات کشوری و بین‌المللی در مجموع برندهٔ ۱ مدال طلا شده است.